# Chouseïn Zeïmpék
Chouseïn Chasán Zeïmpék (turc : Hüseyin Zeybek, grec moderne : Χουσεΐν Χασάν Ζεϊμπέκ), né le 11 mars 1968 à Xánthi en Grèce, est un homme politique et pharmacien grec, issu de la minorité musulmane de Thrace occidentale.

## Biographie
Il est diplômé de la faculté de pharmacie de l'université Gazi (en) à Ankara, en Turquie.
Candidat mais non élu aux élections législatives de 2009, il est élu député au Parlement grec sur la liste de la SYRIZA aux élections législatives de mai 2012, dans la circonscription de Xánthi, puis est réélu en juin 2012, en janvier puis en septembre 2015.
Marié, il a deux enfants.